# Stubberup
Stubberup är en ort på ön Lolland i Danmark.   Den ligger i Guldborgsunds kommun och Region Själland, i den sydöstra delen av landet, 120 km söder om Köpenhamn. Stubberup ligger 8 meter över havet och antalet invånare är 108. 
Närmaste större samhälle är Nykøbing Falster, 16 km nordost om Stubberup. Trakten runt Stubberup består till största delen av jordbruksmark.